# Albinos
Albinos was een oud-Grieks platoons filosoof, uit de tweede helft van de 2e eeuw n.Chr., afkomstig uit Smyrna.
Albinos schreef een kort traktaat, getiteld Eisagoge eis tous Platonos Dialogous (Commentaren bij alle Platoonse dialogen), is in het Nederlands bekend via het werk van Fabricius. Het traktaat is echter weinig vernieuwend. Eerst wordt de natuur van de dialoog als schrijfvorm uitgelegd en vergeleken met een theaterstuk. Vervolgens worden de platoonse dialogen verdeeld in vier klassen: Logikous, Elechktikous, Physikous en Ethikous. Hij moedigt ten slotte aan om de Alcibiades, Phaedo, Staat en Timaeus in serie te lezen.
Boethius en Cassiodorus verwijzen nog naar een andere Albinus, die enkele werken geschreven zou hebben over muziek en geometrie in het Latijn.
- Bibsys: 90780778
- Biblioteca Nacional de España: XX1496013
- Bibliothèque nationale de France: cb130921486 (data)
- Gemeinsame Normdatei: 118644319
- International Standard Name Identifier: 0000 0001 1645 2501
- Library of Congress Control Number: n91064768
- Bibliotheek van het Japanse parlement: 01147754
- Nationale Bibliotheek van Tsjechië: jn19981000082
- Nationale Bibliotheek van Israël: 987007257522905171
- Nationale en Universitaire bibliotheek Zagreb: 000126062
- Nederlandse Thesaurus van Auteursnamen: 069736480
- Réseau des bibliothèques de Suisse occidentale: 02-A000005400
- Istituto Centrale per il Catalogo Unico: CFIV087123
- LIBRIS: 175087
- Système universitaire de documentation: 030468965
- Virtual International Authority File: 54284156